# Saint-Bonnette
La Saint-Bonnette, aussi connue localement sous le nom d'Avalouze, est une rivière française du département de la Corrèze, affluent de rive gauche de la Corrèze et sous-affluent de la Dordogne par la Vézère.

## Affluent ou sous-affluent de la Corrèze?
Pour le Sandre, le Géoportail IGN et le Comité de bassin Adour-Garonne, la Saint-Bonnette est un affluent de la Corrèze. Selon cette version, la longueur de la Saint-Bonnette est de 24,3 km pour un bassin versant de 212 km2.
Cependant, d'autres sources considèrent que la Saint-Bonnette est un affluent de la Montane, qui se jette à son tour dans la Corrèze. C'est le cas de la direction régionale de l'Environnement du Limousin dans sa directive-cadre sur l'eau traitant de la Montane ainsi que dans le décret no 94-218 du 11 mars 1994 qui parle de « La Corrèze et l'ensemble de ses affluents, notamment la Montane », ou encore le plan de Laguenne qui identifie le tronçon terminal, situé entre le confluent des deux rivières et celui avec la Corrèze, comme étant la Montane. Dans cette seconde hypothèse, la longueur serait légèrement inférieure puisque 500 à 600 mètres séparent seulement les deux confluences. Son bassin versant serait alors réduit à 104 km2.
Dans cet article, la Saint-Bonnette sera considérée comme un affluent de la Corrèze.

## Géographie
Pour le Sandre, la Saint-Bonnette est un cours d'eau du département de la Corrèze dont la branche-mère porte le nom de ruisseau de l'Homme Mort. Celui-ci prend sa source vers 560 mètres d'altitude, au sud-ouest de la commune de Clergoux, près du lieu-dit les Solles. Après avoir reçu sur sa gauche le ruisseau du Mortier, il prend alors le nom de Saint-Bonnette.
Celle-ci arrose le village d'Espagnac, reçoit sur sa droite le Salabert et passe en contrebas et au sud de Saint-Bonnet-Avalouze. Elle passe dans les quartiers nord de Laguenne et reçoit successivement le ruisseau de Ganette en rive gauche et son principal affluent, la Montane (également appelée la Gimelle) en rive droite. Environ un demi-kilomètre plus loin, elle se jette dans la Corrèze, en rive gauche, vers 195 mètres d'altitude, en limite des communes de Tulle et Laguenne, au niveau du quartier Montana.

### Affluents
Parmi les 19 affluents de la Saint-Bonnette répertoriés par le Sandre, les trois plus longs sont, d'amont vers l'aval :
- le Salabert avec 8,2 km[7], en rive droite ;
- la Ganette, ou ruisseau de Ganette, avec 8,2 km[6], en rive gauche ;
- la Montane (ou Gimelle), avec 39,1 km[8] en rive droite.

### Hydrologie
Une station hydrologique est installée à Laguenne, en aval du confluent de la Montane et de la Saint-Bonnette. Même si son intitulé indique que le cours d'eau est la Montane, son analyse se trouve ci-dessous incorporée à celle de la Saint-Bonnette, pour les raisons évoquées dans la première section de cet article.
La Saint-Bonnette est une rivière assez peu régulière. Son débit a été observé durant une période de 22 ans (1989-2011), à Laguenne, juste avant son confluent avec la Corrèze. La surface ainsi étudiée est de 209 km2, soit la quasi-totalité de son bassin versant.
Le module de la rivière y est de 4,54 m3/s. 
La Saint-Bonnette présente des fluctuations saisonnières de débit bien marquées, comme c'est souvent le cas dans le bassin de la Dordogne. Les hautes eaux se déroulent en hiver et se caractérisent par des débits mensuels moyens allant de 5,30 à 7,82 m3/s, de novembre à avril inclus (avec un maximum en janvier). Ensuite, le débit baisse progressivement jusqu'aux basses eaux d'été. Celles-ci ont lieu de juin à octobre inclus, entraînant une  baisse du débit mensuel moyen jusqu'à 1,17 m3 au mois d'août. Mais les fluctuations peuvent être bien plus prononcées sur de courtes périodes ou selon les années.
À l'étiage, le VCN3 peut chuter jusque 0,40 m3, soit 400 litres par seconde, en cas de période quinquennale sèche.
Les crues peuvent être importantes. Les QIX 2 et QIX 5 valent respectivement 47 et 67 m3/s. Le QIX 10 est de 79 m3/s, le QIX 20 de 92 m3, tandis que le QIX 50 se monte à 110 m3/s. 
Le débit instantané maximal enregistré à Laguenne a été de 205 m3/s le 6 juillet 2001, soit une hauteur de 4,29 mètres, et la valeur journalière maximale était de 104 m3/s ce même jour. Si l'on compare le premier chiffre à l'échelle des QIX de la rivière, on constate qu'il correspondait à une crue hors norme.
La Saint-Bonnette est une rivière très abondante. La lame d'eau écoulée dans son bassin versant est de 687 millimètres annuellement, ce qui est très supérieur à la moyenne d'ensemble de la France (320 millimètres), ainsi qu'à la moyenne du bassin de la Garonne (384 millimètres au Mas-d'Agenais). C'est aussi supérieur à la lame d'eau moyenne du bassin de la Dordogne (617 millimètres à Bergerac). Le débit spécifique (ou Qsp) atteint de ce fait le chiffre élevé de 21,7 litres par seconde et par kilomètre carré de bassin.

### Département, communes et cantons traversés

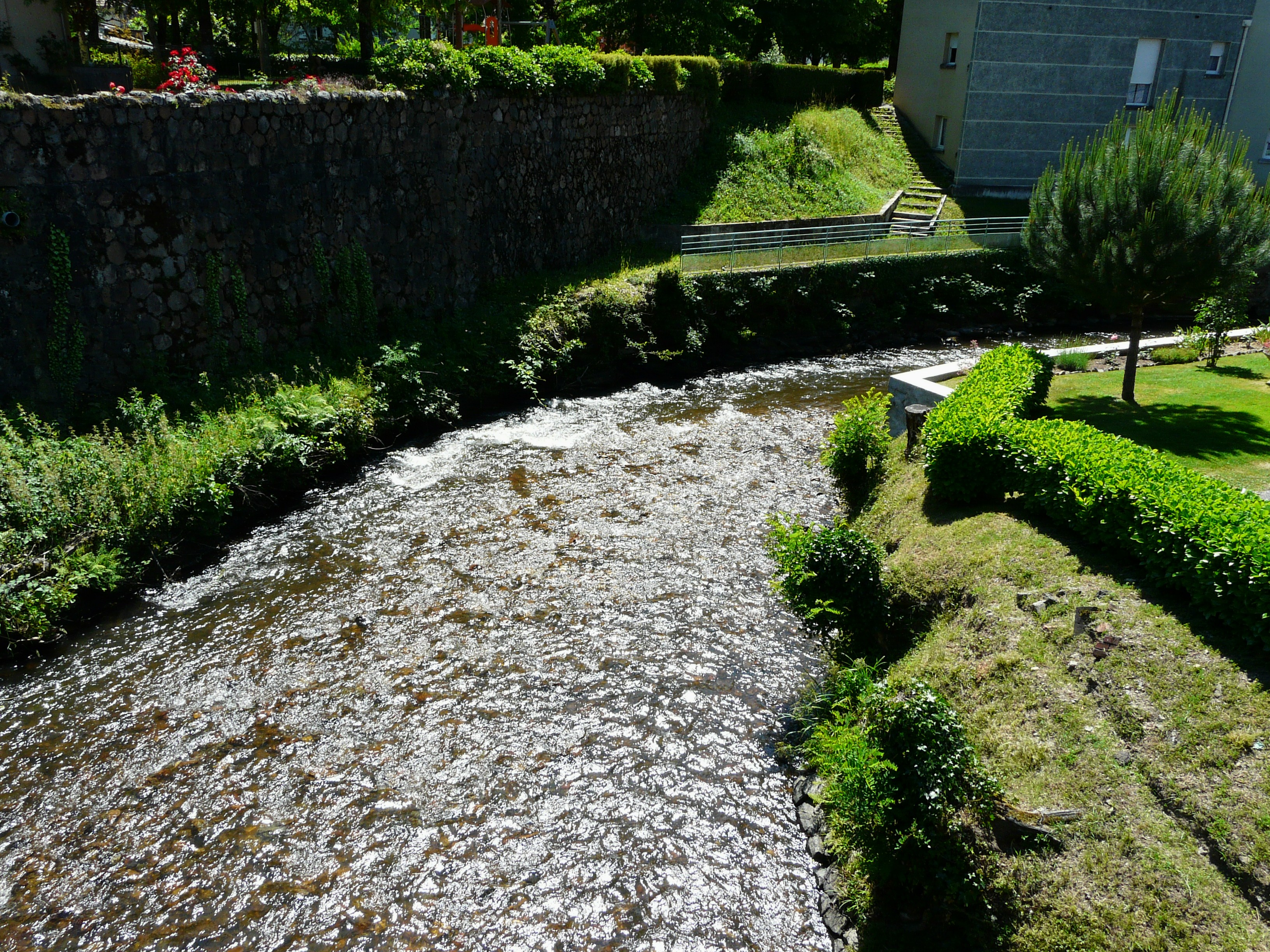
La Saint-Bonnette à Laguenne (vue vers l'aval).

À l'intérieur du département de la Corrèze, la Saint-Bonnette arrose huit communes,, réparties sur trois cantons, soit d'amont vers l'aval : 
- Canton de La Roche-Canillac
  - Clergoux (source)
  - Espagnac
- Canton de Tulle-Campagne-Sud
  - Saint-Martial-de-Gimel,
  - Ladignac-sur-Rondelles
  - Saint-Bonnet-Avalouze
  - Chanac-les-Mines
  - Laguenne  (confluence avec la Corrèze)
- Canton de Tulle-Urbain-Sud
  - Tulle (confluence avec la Corrèze)

## Monuments ou sites remarquables à proximité
- Le château de Puy-de-Val, XVe et XVIe siècles,  à Espagnac[12].
- L'église Saint-Bonnet-de-Clermont, XIIIe et XVIe siècles, de Saint-Bonnet-Avalouze[13].